# Brachyscelidiphaga flava
Brachyscelidiphaga flava är en stekelart som beskrevs av William Harris Ashmead 1900. Brachyscelidiphaga flava ingår i släktet Brachyscelidiphaga och familjen puppglanssteklar. Inga underarter finns listade.